# Центральний (стадіон, Новоросійськ)
Центральний (рос. Центральный) — стадіон у Новоросійську. Домашня арена футбольного клубу «Чорноморець».
Побудований 1930 року під назвою «Динамо». Пізніше був відомий як «Труд». Стадіон вміщує 12 910 глядачів (до 1996 року стадіон вміщував 8000 глядачів). Пластикові сидіння на 100% місць. Відповідає стандартам УЄФА для проведення матчів європейських клубних турнірів. Знаходиться на вулиці Рад, 55.

## Історія
З ініціативи партійної організації відділу НКВД було вирішено спорудити стадіон власними силами. Під майданчик стадіону була намічена вільна територія, покрита вибоїнами та завалена сміттям. 1929 року співробітники міського відділу вийшли на перший недільник для розчищення території, а потім суботники та недільники систематично тривали. Згодом за справу взялися фахівці та 1930 року будівництво стадіону «Динамо» завершилося.
1942 року стадіон був практично повністю знищений німецькими військами. Відновлення стадіону почалося 1953 року. Спочатку на стадіоні, який тоді іменувався «Труд», 1954 року з'явилася Західна трибуна, потім у 1958 — Східна трибуна. 1961 року була побудована Південна трибуна, а також були реконструйовані Західна та Східна, що стали бетонними.
В часи незалежності виникла потреба реконструкції арени і реконструкція стадіону була розпочата 1996 року. За планом реконструкції на стадіоні повинна була бути побудована Східна трибуна та реконструйована Північна, Східна та Південна трибуна, що дозволило б стадіону приймати 18 000 глядачів. 1998 року на трибунах стадіону з'явилися перші пластикові сидіння. Через рік Східна та Південна трибуни були знесені та збудовані заново. У тому ж 1999 році, вперше за 40 років, відбулася повна реконструкція футбольного поля — був замінений дренаж та газон. 
2001 року над Східною трибуною побудували дах. Остання реконструкція на стадіоні «Центральний» в Новоросійську відбулася 2007 року, коли навколо поля з'явилися бігові доріжки для занять легкою атлетикою. Більша частина робіт вже завершена — встановлено електронне табло, встановлені пластикові сидіння, але не закінчена Східна трибуна, і не реконструйована Західна трибуна. Через фінансові проблеми клубу роботи призупиняли, 2008 року роботи відновились та почалося будівництво Офісу з готелем ФК «Чорноморець», яка також входить в план реконструкції.

## Основні характеристики стадіону
- Адреса: 353900, Новоросійськ, вул. Рад, 55
- Рік побудови: з 1929 по 1930
- Реконструкція: з 1996 по 2011
- Місткість: 12 910
- Інформаційне табло: 1 електронне
- Освітлювальні щогли: 4 (які забезпечують вертикальну освітленість 2000 люкс)
- Місткість гостьового сектора — По письмовою заявкою команди-суперника — до 1 250 місць (10% від місткості стадіону). Без неї — 500 місць. Вболівальників гостей розміщують на 1 секторі Південної трибуни (за необхідності їм так само відводиться 2 сектор).
- Коментаторські позиції: 6
- Кількість ТБ позицій: 3
- Ложа преси: 35 місць
- Кількість кас: 6

### Поле
- розмір ігрового поля: 105 м х 68 (Без підігріву)
- Газон: природний, трав'яний
- Стандарт поля: європейський рівень, відповідність стандартам УЄФА

### Трибуни
- Кількість трибун: 4
- Трибуна «Захід» — 3 000 місць
- Трибуна «Схід» — 2 500 місць
- Трибуна «Північ» — 5 000 місць
- Трибуна «Південь» — 2 000 місць